# Spiesia humifusa
Spiesia humifusa là một loài thực vật có hoa trong họ Đậu. Loài này được (Kar. & Kir.) Kuntze miêu tả khoa học đầu tiên năm 1891.